# RSV Mülheim
RSV Mülheim was een Duitse sportclub uit Mülheim an der Ruhr, Noordrijn-Westfalen. De club is actief in handbal en voetbal. De handbalafdeling speelde drie jaar in de Bundesliga eind jaren zestig.
De club ontstond in 1919 na de fusie tussen Mülheimer SV 06 en VfR Heißen. Mülheimer SV 06 was zelf in 1907 ontstaan door een fusie tussen Mülheimer SpV en 1. Mülheimer FK 1906. Daardoor nam de club lange tijd 1907 als oprichtingsjaar aan. Echter in 1973 werd beslist om 1902 als oprichtingsjaar aan te nemen omdat intussen ontdekt was dat VfR Heißen in dat jaar opgericht was. In 2015 fuseerde de club met Holthausener TV tot SV Heißen. 